# 佩爾巴赫河
49°10′37″N 12°28′37″E / 49.176836°N 12.476842°E
佩爾巴赫河（德語：Perlbach），是德國的河流，位於該國東南部，由巴伐利亞負責管轄，屬於雷根河的左支流，河道全長26公里，流域面積82平方公里。